# Palazzo del Banco di Sicilia
Il palazzo del Banco di Sicilia è un edificio di Caltanissetta, sito in corso Umberto I; opera dell'architetto palermitano Antonio Zanca, fu uno dei primi edifici della città costruiti interamente in calcestruzzo armato.

## Storia
Il luogo su cui sorge il palazzo era occupato dalle "case Moncada", adiacenti al palazzo Moncada, che furono demolite nel 1907 per allargare la salita Tribunali (oggi via Matteotti) e per costruire il palazzo della Banca d'Italia. Nel 1911, la porzione di terreno non utilizzata fu venduta al Banco di Sicilia, che negli anni venti vi costruì la sede nissena del proprio istituto bancario, fino ad allora ospitata nel palazzo Barile di Turolifi.
Le immagini storiche di corso Umberto I mostrano le fasi che portarono alla realizzazione del palazzo.

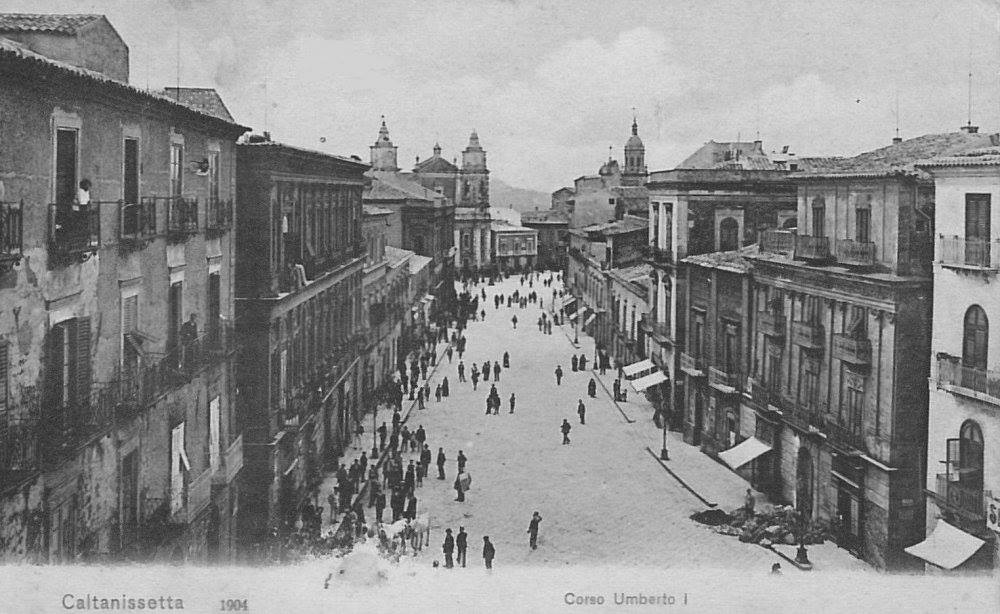
Nel 1904 sono ancora presenti le case Moncada (sulla destra, tra il palazzo Sillitti Bordonaro e il Municipio).
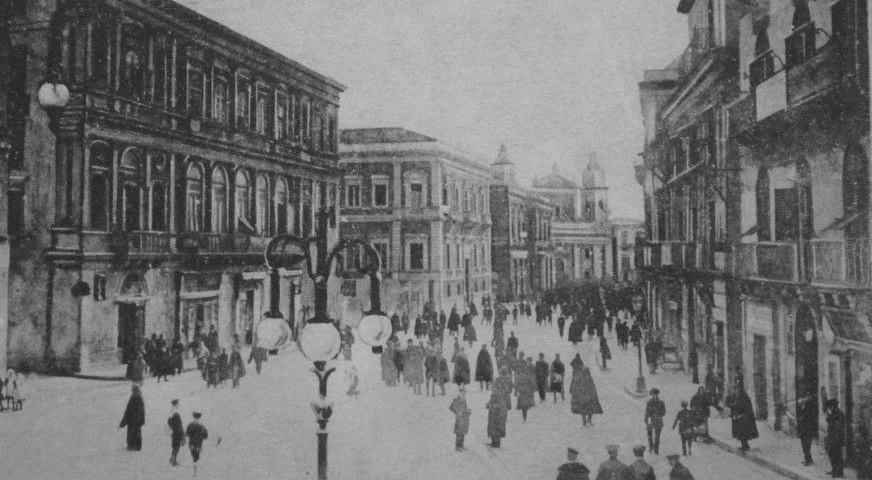
Nel 1907 le case furono demolite e al loro posto fu costruito il palazzo della Banca d'Italia.
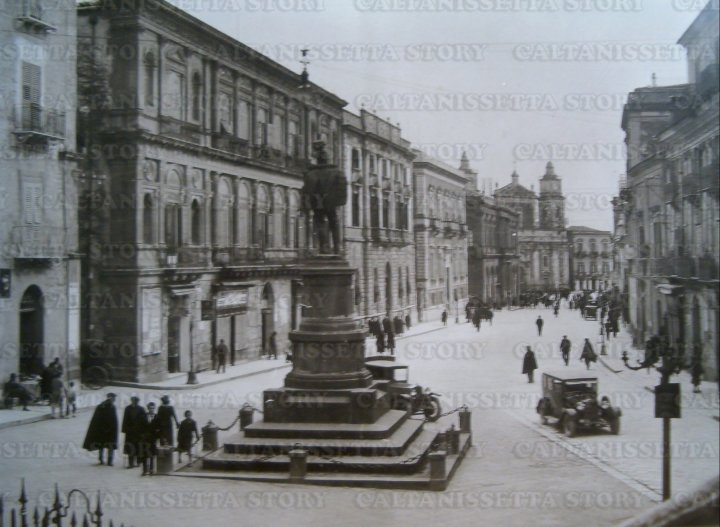
Negli anni venti fu costruito il palazzo del Banco di Sicilia nella porzione di terreno non utilizzata.

## Descrizione

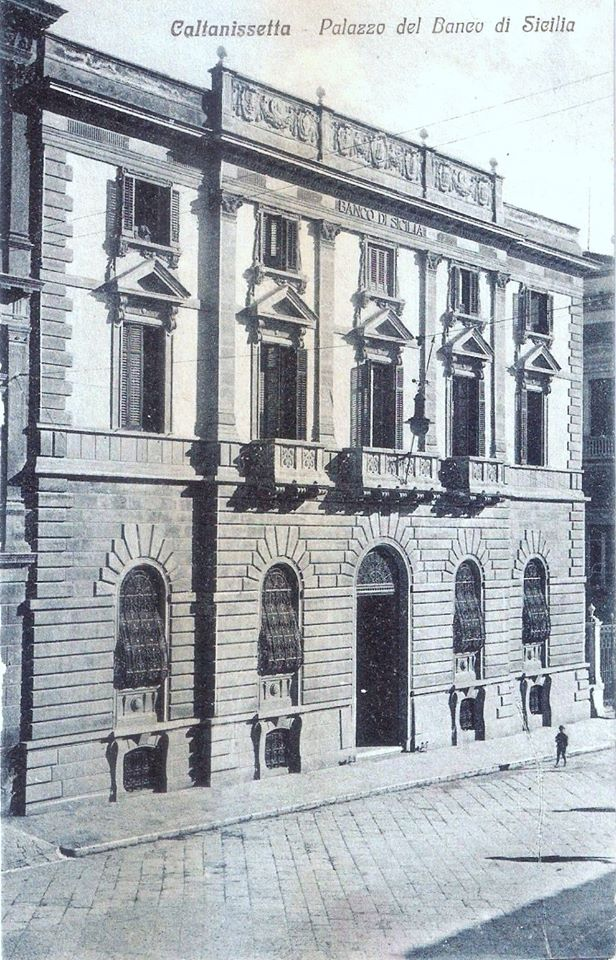
Antica foto del palazzo

A differenza delle altre sedi, che in quel periodo erano ubicate in edifici già esistenti e per le quali gli interventi si limitarono ad alcune ristrutturazioni, la sede di Caltanissetta fu progettata con lo scopo di soddisfare quella specifica destinazione d'uso dall'architetto Antonio Zanca, che per la redazione del progetto fece riferimento ai canoni del classicismo ottocentesco. Presenta un impianto quadrangolare chiuso con un cortile interno di forma ottogonale, coperto da un lucernario con vetri policromi, che corrisponde alla sala per il pubblico.
Particolare è l'utilizzo di materiali locali per gli elementi architettonici del palazzo: il bugnato superiore, i balconi, e le cornici e i timpani delle finestre sono in pietra di Sabucina; il bugnato inferiore è in pietra della cava degli Angeli; i pilastri e i capitelli in pietra di Comiso; le tamponature e i rivestimenti sono rispettivamente di pietra di Aspra e di Bagheria.